# Innbrücke Neuötting
Die Innbrücke Neuötting ist ein Bauwerk der Bundesautobahn 94 und liegt nördlich von Neuötting zwischen den Anschlussstellen Neuötting und Neuötting-Ost. Die Brücke überspannt den Inn sowie dessen Vorlandbereiche und besteht aus jeweils einem Überbau für eine Richtungsfahrbahn mit jeweils zwei Fahrstreifen und einem Standstreifen.
Die Autobahntrasse besitzt im Verlauf der Brücke im Grundriss einen Radius von 1200 m sowie ein Quergefälle von 4,0 %. Im Aufriss ist eine Kuppenausrundung vorhanden mit Längsneigungen von maximal 1,1 %. Die Brücke hat eine Höhe von maximal 11 m über dem Gelände und kreuzt in einem Winkel von 56 gon mit einer Stützweite von 154 m den hier 100 m breiten Inn.
Die Balkenbrücke ist die Stahlverbund-Straßenbrücke Deutschlands mit der größten Stützweite. Sie wurde im Rahmen des Neubaus der Bundesautobahn 94, München–Pocking, in den Jahren 1997 bis 2000 errichtet. Die Baukosten betrugen rund 22,2 Millionen Euro.

## Überbauten
Die Stützweiten der fünffeldrigen, 470 m langen  Überbauten betragen 95 m – 154 m – 95 m – 68 m – 58 m. In Querrichtung ist ein Hohlkastenquerschnitt vorhanden. In Längsrichtung sind die Überbauten gevoutet ausgebildet. Die Konstruktionshöhe beträgt über den beiden Strompfeilern maximal 7,0 m, in Flussmitte und an den Brückenenden 3,3 m.
Die Hauptträger der beiden Überbauten der Stahlverbundbrücke bestehen aus Stahltrögen mit Stegen im Abstand von 7,5 m unterhalb der Fahrbahnplatte. Die Kastenstege weisen eine konstante Neigung von 1:10 auf, wodurch die Bodenplattenbreite aufgrund der veränderlichen Trägerhöhe zwischen 7,0 m und 6,3 m variiert. Die Stege sind durch Kopfbolzendübeln mit der Stahlbetonfahrbahnplatte verbunden. Die 15 m breiten Fahrbahnplatten sind in Querrichtung nicht vorgespannt und weisen bei einer maximalen Kragarmlänge von 4,2 m bei einer variablen Querschnittshöhe über den Hauptträgerstegen eine größte Dicke von 55 cm auf. Im Bereich der Strompfeiler ist außerdem unten auf 90 m Länge eine 0,4 m bis 1,2 m dicke Stahlbetonbodenplatte im Verbund angeordnet. Festpunkte der Überbauten sind die rechten Uferpfeiler.

## Unterbauten und Gründung
Gelagert sind die Überbauten in jeder Achse auf Rundpfeilerpaaren, wobei die Uferpfeiler parallel zum Inn angeordnet sind, was eine schiefe Lagerung bezogen auf die Brückenachse zur Folge hat. Die Uferpfeiler haben einen Durchmesser von 3,6 m, die übrigen von 2,4 m. Alle besitzen einen Vollquerschnitt aus Stahlbeton.
Pfeiler und Widerlager sind in 4 bis 5 m Tiefe auf Schotterschichten flach gegründet. Bei den Uferpfeilern wurde dies wurde mit Hilfe von Spundwandkästen ausgeführt. Dazu wurden 16 m lange Spundbohlen einvibriert. Nach Aushub bis auf Oberkante des tragfähigen Baugrundes folgte der Einbau eines Unterwasserbetonblockes mit bis zu 1,8 m Dicke. Anschließend wurde das Wasser in den Spundwandkästen abgepumpt und der eigentliche 2,8 m dicke Fundamentbeton eingebaut.

## Bauausführung
Die Stahltröge jedes Überbaus wurden in 25 Montageschüssen mit Schwertransporten über die Straße angeliefert. Sie wiesen Längen von bis zu 21 m, Höhen bis 3,0 m und Massen bis zu 65 t auf. Die Vorlandbrückenteile wurden von einem Autokran auf Hilfsstützen abgesetzt und danach miteinander verschweißt.
Eine Besonderheit war die Montage der 90 m langen Stahltrogsegmente über der Inn. Diese hatten eine Masse von rund 550 t und wurden zuerst am Ufer komplett zusammengebaut und schwimmfähig gemacht. Anschließend folgte das Absetzen im Fluss, das Einschwimmen und Einheben mit Litzenhebern, die an dem bereits montierten, auskragenden Brückenabschnitten befestigt waren. Die Stahlbetonfahrbahnplatte wurde mit einem Schalwagen abschnittsweise im Pilgerschrittverfahren hergestellt.